# ファイラカ島

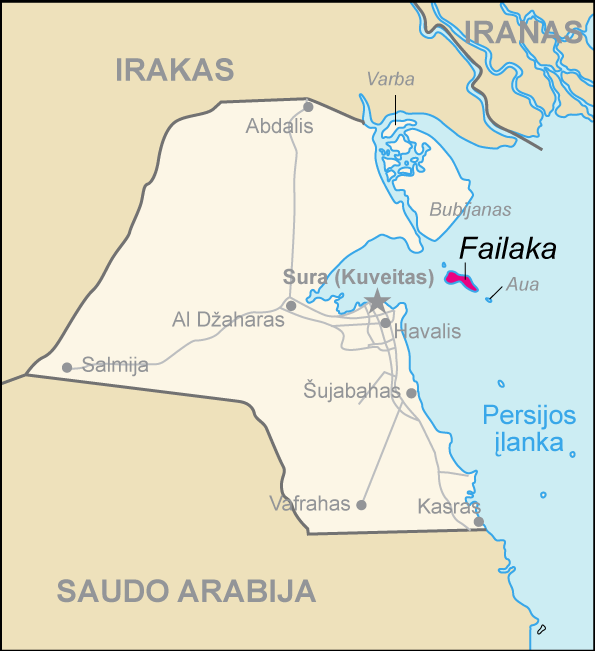
ファイラカ島の位置

ファイラカ島（ファイラカとう、アラビア語: جزيرة فيلكة、jazīrät failakä）は、ペルシャ湾に位置するクウェートの島。

## 概要
地方区分はアースィマ県ファイラカに属し、首都のクウェート市から約20kmに位置する。クウェート有数の避暑地として国内外に人気がある。
1950年代の遺跡調査で古代ギリシャ文化が確認され、文化観光地としての開発も行われている。
湾岸戦争時、ファイラカ島全体はイラク軍の拠点であった。イラク軍撤退後はアメリカ合衆国海兵隊の演習基地として立ち入り禁止地域であったが、現在は制限が解除され住民は帰還している。しかし戦争時に破壊された社会基盤の復旧が完全に進んでおらず、島内各地で戦闘の跡を確認することができる。
ファイラカ（Failaka）は、古代ギリシャ語で「辺境地」を意味するファイラキオ（"fylakio"）に由来する。

## 歴史
紀元前3000年頃、独自のパンテオン、太陽信仰（参照：シャマシュ）、人身御供を行っていた。
紀元前3世紀、アレクサンドロス3世（大王）のインド遠征の際、古代ギリシャ人はエーゲ海のイカリア島に形が似ていることに因み、イカリア（Icaria）と名付け植民。
1990年のイラクによるクウェート侵攻時、約2,000人いた住民はすべて追い出され、イラク軍の拠点となった。翌年の湾岸戦争でアメリカ軍率いる多国籍軍が奪還した。
2002年、ファイラカ島で実施されたクウェート軍と海兵隊の合同演習のときに、イスラム原理主義を信奉するクウェート人によるアメリカ兵殺害事件が発生したが、治安は安定している。

## 交通アクセス
- フェリー「イカルス」がクウェートシティより運航している。